# Lista najwyższych budynków w Charlotte

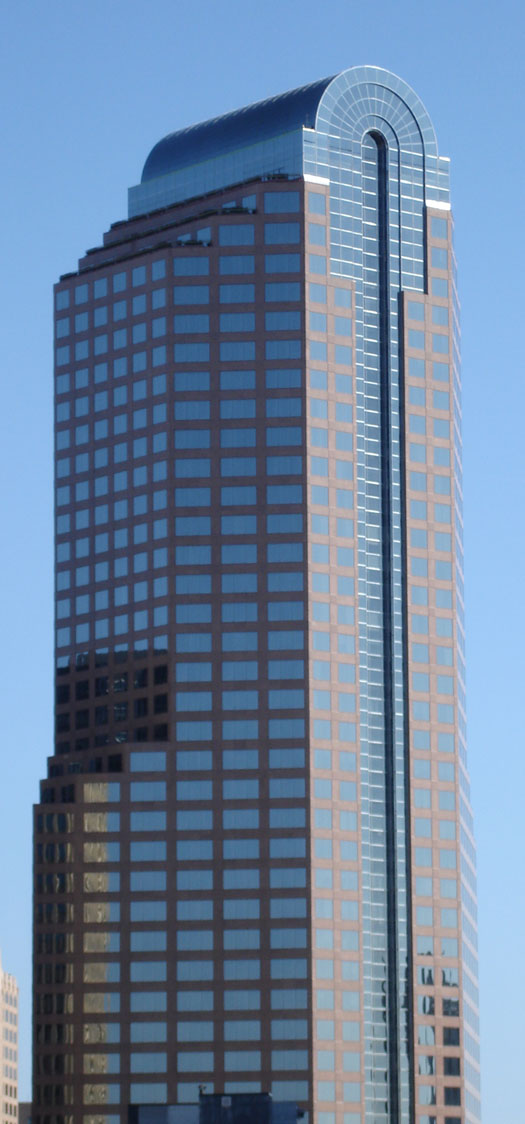
One Wachovia Center

Charlotte jest miastem w USA. Znajduje się tutaj 25 budynków o w wysokości przekraczającej 100 metrów. 3 z nich przekraczają 200 metrów. W trakcie budowy są obecnie trzy wieżowce. Żaden z nich nie stanie się najwyższym w mieście, nie ma także zaaprobowanych budynków, które przewyższyły by Bank of America Corporate Center od 30 lat górującego nad miastem.

## 20 najwyższych budynków
| Ranking | Budynek                          | Wysokość strukturalna | Liczba pięter | Rok budowy |
| ------- | -------------------------------- | --------------------- | ------------- | ---------- |
| 1.      | Bank of America Corporate Center | 265,5 m               | 60            | 1992       |
| 2.      | 550 South Tryon                  | 239,7 m               | 48            | 2010       |
| 3.      | Truist Center                    | 200,9 m               | 47            | 2002       |
| 4.      | Bank of America Tower            | 193,0 m               | 33            | 2019       |
| 5.      | One Wells Fargo Center           | 179,2 m               | 42            | 1988       |
| 6.      | The Vue                          | 170,7 m               | 50            | 2010       |
| 7.      | One South at The Plaza           | 153,3 m               | 40            | 1974       |
| 8.      | 1 Bank of America Center         | 147,5 m               | 32            | 2010       |
| 9.      | 300 South Tryon                  | 141,0 m               | 25            | 2017       |
| 10.     | 121 West Trade                   | 140,8 m               | 32            | 1990       |
| 11.     | Three Wells Fargo Center         | 137,2 m               | 32            | 2000       |
| 12.     | Museum Tower                     | 136,3 m               | 42            | 2017       |
| 12.     | Fifth Third Center               | 136,3 m               | 30            | 1997       |
| 14.     | Two Wells Fargo Center           | 132,0 m               | 32            | 1971       |
| 15.     | Ally Charlotte Center            | 130,1 m               | 26            | 2021       |
| 16.     | Ascent Uptown                    | 129,8 m               | 33            | 2017       |
| 17.     | Avenue                           | 129,5 m               | 36            | 2007       |
| 18.     | 400 South Tryon                  | 128,0 m               | 32            | 1974       |
| 19.     | Carillon Tower                   | 120,1 m               | 24            | 1991       |
| 20.     | Charlotte Plaza                  | 118,3 m               | 27            | 1982       |